# Македонски Телеком
Македонски Телеком АД (макед. Акционерное общество «Македонский Телеком») — северомакедонская телекоммуникационная компания, основанная 1 января 1997 как часть венгерской телекоммуникационной компании Magyar Telekom, подчиняющейся, в свою очередь, материнской немецкой телекоммуникационной компании Deutsche Telekom. Занимается деятельностью в сфере телефонной связи, доступа в Интернет, цифрового телевидения, управляет национальной телефонной сетью. Входит в число 10 наиболее успешных македонских частных предприятий.

## История

### Образование «Македонски Телекомуникации»
1 января 1997 было образовано акционерное общество «Македонски Телекомуникации» — государственное предприятие, владельцем которого являлась Почта Македонии. Компания-предшественник «ПТТ Македонија» занималась обеспечением связи, почтовыми и банковскими операциями в стране. Вскоре её разделили на телекоммуникационную и собственно почтовую компании. В марте 1998 года она была зарегистрирована на бирже Скопье в рамках подготовки к процессу приватизации.

### Приватизация
15 января 2001 Правительство Республики Македония и венгерская телекоммуникационная компания Matav подписали контракт, по которому контрольный пакет акций (51%) передавался в распоряжение Matav, и венгры становились фактически владельцами предприятия. По состоянию на октябрь 2008 года часть акций ещё была во владении Правительства Республики Македонии. 1 июня 2001 начала свою работу дочерняя компания T-Mobile Macedonia (прежде известная как Mobimak).

### Ребрендинг
1 мая 2008 АО «Македонски Телекомуникации» стало частью сети предприятий Deutsche Telekom и получило своё текущее полное наименование «Македонски Телеком АД — Скопье». В ходе ребрендинга произошло объединение македонских филиалов T-Home и T-Mobile в единую компанию «T-Mobile Macedonia», дизайн которой был заимствован у Deutsche Telekom Group. На рынке появились новые услуги и продукты компании, в том числе системы Double Play и Triple Play.

### Объединение
1 июля 2015 произошло полное слияние «Македонски Телеком» и «T-Mobile Macedonia», решение было одобрено 17 июня. Все права, продукция и дизайн «T-Mobile Macedonia» были переданы компании «Македонски Телеком». 3 сентября 2015 было объявлено о прекращении существования брендов «T-Home» и «T-Mobile» в Северной Македонии, на смену которым приходил новый бренд «Telekom», который и станет предоставлять в дальнейшем продукцию и услуги.

## Продукция
«Македонски Телеком» — ведущий оператор телефонной связи в Северной Македонии, предоставления Интернет-услуг, включённых телекоммуникационных и развлекательных услуг. Компания собирается в будущем расширять ассортимент услуг на национальном уровне, в основном в отношении мобильной связи и широкополосного доступа в Интернет.

### Мобильная связь
«Telekom.mk» — первый мобильный GSM-оператор в Северной Македонии, созданный в сентябре 1996 года под названием «Mobimak». В 2006 году он был переименован в «T-Mobile», в 2015 — в «Telekom.mk» для синхронизации с другими дочерними предприятиями Deutsche Telekom. В зону покрытия оператора входят 99,9% населения и 98,5% территории страны. Telekom.mk первым открыл в Северной Македонии доступ к технологиям связи 4G LTE, GPRS, EDGE и другим мобильным и Интернет-услугам.

### Выделенные линии
Компания занимается преимущественно IP-телефонией.

### Интернет
Ассортимент Интернет-услуг компании достаточно широк: непосредственный выход в Интернет, службы хранения данных, продажа оборудования и подключение к различным информационным системам. В настоящее время идёт распространение оптоволоконной связи: так, в 2012 году были оснащены 88068 домов, из них 12333 — в крупных городах (Скопье, Куманово, Штип, Струмица, Охрид, Гостивар).
В ноябре 2011 года был запущен проект модернизации сети на базе мультимедийной платформы IMS нового поколения, которая могла использоваться для развития интерактивных служб 2Play и 3Play и адаптации телефонной сети общего пользования под IP-протокол. К июню 2012 года около 100 тысяч абонентов Telekom перешли на новую платформу, а всего 290 тысяч выделенных линий перешли на новую платформу. В феврале 2014 года Deutsche Telekom заявил, что его дочернее предприятие «Македонски Телеком» стало первым, которое адаптировало телефонную сеть общего пользования под технологии IP-телефонии и перевело все службы коммуникации на основу вычислительных сетей.

### IP-телевидение
В ноябре 2009 года была запущена служба цифрового IP-телевидения MaxTV, которая предлагает более 150 каналов и ряд интерактивных служб (в том числе телетекст). Число абонентов данной службы насчитывает более 100 тысяч человек.

## Веб-порталы
«Македонски Телеком» занимается разработкой веб-сайтов и веб-порталов. Первый портал был представлен 7 декабря 1999 компанией MTnet (бывший Интернет-провайдер), на котором были представлены список услуг провайдера и несколько каталогов. На портале появлялись ежедневно новости Северной Македонии и мира, а также отображалась информация для пользователей Интернета.
В феврале 2004 года был запущен новый портал IDIVIDI, который предлагал каталоги сайтов по тематике новостей страны и мира, бизнеса, спорта, стиля и моды, развлечений, красоты и здоровья, а также технологических новинок. В 2008 году ежедневно его посещали 35 тысяч человек, максимальная посещаемость тогда составила 60 тысяч человек в день. Ежедневно на портале публикуются до 200 новостных сообщений.
IDIVIDI также включает в себя систему рекламных объявлений, словарь на 10 языках, службу онлайн-чатов и форум, возможность скачки программ и игр, образовательные курсы, публикации ежедневных газет и журналов, а также трансляцию с веб-камер 24 часа в сутки. Также там есть служба видеохостинга и сообщество онлайн-игр.